# Le Baiser sous la cloche
Le baiser sous la cloche est un téléfilm français réalisé par Emmanuel Gust et diffusé pour la première fois en 1998.

## Résumé
1962, Joseph, 13 ans, dont les parents sont d'origine espagnole, veut être prêtre, voire pape !
José, son père, travaille dans une scierie, il laisse la mère, Angela, possessive envers son fils, mener la maison à sa façon. Celle-ci fait tout pour encourager la vocation de son fils, mais sur ce sujet, José est en désaccord avec sa femme.
Joseph fait sa scolarité au petit séminaire et lorsque sœur Agnès, une novice qui doit prononcer ses vœux en fin d'année, lui fait part de ses propres incertitudes, Joseph est perturbé. Cette vocation ne serait-elle que la volonté de sa mère qui ne souhaite pas partager son fils avec d'autres femmes ?
À la suite d'une mise à pied, Joseph est renvoyé au village et il va avoir l'occasion de vivre comme les autres enfants de son village...

## Fiche technique
- Réalisation : Emmanuel Gust
- Scénario, adaptation et dialogues : Emmanuel Gust et Richard Morgiève
- Photographie : Jean-Claude Aumont
- Musique : Christophe La Pinta
- Montage : Sophie Cornu
- Pays d'origine :  France
- Durée : 95 minutes
- Date de première diffusion : 9 février 1998 sur France 2

## Distribution
- Gaspard Génard Claus : Joseph Goro
- Ángela Molina : Angela Goro
- Bernard Alane : Le père supérieur
- Pierre Forest : José Goro
- Estelle Skornik : Agnès
- Jean-Claude Drouot : Le curé du village
- Charlotte Menville : Véronique
- Jordi Delclos : Louis
- Marcos Lloveras : Émile
- Romain Escoy : Curedent
- Florent Faget : Barteau